# Red Bluff (Kalifornien)
Red Bluff ist eine Stadt im Tehama County im US-Bundesstaat Kalifornien mit 14.710 Einwohnern (Stand: 2020) und Sitz der County-Verwaltung. Die Stadt befindet sich bei den geografischen Koordinaten 40,17° Nord, 122,24° West. Das Stadtgebiet hat eine Größe von 19,6 km².
Der Ort wurde 1984 durch einen Entführungsfall bekannt, bei dem das Opfer, das das Pseudonym Colleen Stan erhielt, aus Weed Court nach siebenjähriger Gefangenschaft befreit wurde. Das weibliche Opfer wurde während dieser Zeit zu sexuellen Handlungen gezwungen, ohne dass die Entführung von Nachbarn bemerkt wurde.

## Persönlichkeiten
- Tom Bruce (1952–2020), Schwimmer
- Al Geiberger Sr. (* 1937), Profigolfer